# Альфонсо Гумусіо Дагрон
Альфо́нсо Гуму́сіо Дагро́н (ісп. Alfonso Gumucio Dagron; *31 жовтня 1950) — болівійський письменник, поет, кінорежисер, журналіст, фотограф, фахівець з комунікацій. 
Автор книг про кіно та комунікації для соціальних змін, а також документальних фільмів, фотовиставок і сотень статей у журналах; працював на п'яти континентах над проектами соціального розвитку як спеціаліст із комунікацій для розвитку.
Через свою участь як прогресивного журналіста він двічі був змушений жити на еміграції, спочатку у Парижі (1972-1978), згодом у Мексиці (1980-1984).

## З життєпису
Його батьком був Альфонсо Гумусіо Реєс, лідер Революційного націоналістичного руху (Movimiento Nacionalista Revolucionario, MNR), міністр економіки під час уряду Віктора Паса Естенсоро та посол в Уругваї та Іспанії. 
Вивчав кіно в Institut des hautes études cinématographique та Університеті Венсен у Парижі. 
Повернувшись до Болівії в 1978 році, зняв низку документальних фільмів на культурні та соціальні теми, працюючи в Centro de Investigacion y Promocion del Campesinado (CIPCA), болівійській неурядовій організації, і публікувався як журналіст у різноманітних щоденних газетах і тижневих журналах.
Від середини 1980-х його робота в комунікаційних програмах розвитку привела його в Африку, Азію, південну частину Тихого океану, Латинську Америку та Карибський басейн, працюючи в різних міжнародних організаціях. Він працював з ЮНІСЕФ у Нігерії та Гаїті, а також як міжнародний консультант ФАО, ПРООН, ЮНЕСКО, Фонду Рокфеллера, AusAID та Conservation International. 
Керуючий директор програм Консорціуму комунікацій за соціальні зміни, фахівець з питань прав дитини, навколишнього середовища, корінного населення, мистецтва та культури, прав людини, громадських організацій, охорони здоров’я та сталого розвитку .

## З доробку

### Книги
Гумусіо Дагрон опублікував понад 12 книг, включаючи поезію, оповідання та дослідження з літератури, кіно та комунікації.
Provocaciones, його перша книга (1977) є збіркою глибоких інтерв'ю з 14 важливими болівійськими письменниками, серед яких: Хесус Лара, Августо Сеспедес, Оскар Серруто, Хайме Саенс, Педро Шімосе, Ренато Прада Оропеса, Рауль Тейсідо тощо. 
Його дослідження болівійського та латиноамериканського кіно простежують еволюцію цього виду мистецтва в його країні та регіоні в цілому (Historia del Cine Boliviano, 1982; Cine, Censura y Exilio en América Latina, 1979; Les Cinémas d'Amerique Latine, 1981; El Cine de los Trabajadores, 1981; Luis Espinal y el Cine, 1986).
Проблематика комунікацій, залученості та розвитку перебуває в осередді інших його книг: Las Radios Mineras de Bolivia (1989); Comunicación Alternativa y Cambio Social (1990); Conservacion, Desarrollo y Comunicacion (1990); NGO Puzzle (1993); Making Waves: Participatory communication for social changes (2001) тощо.
Bolivie (Париж, 1981, опубліковано Editions Le Seuil) — це есей про його рідну країну, який охоплює історію, політику, культуру та інші питання. La Máscara del Gorila (Мехіко, 1982) — це його розповідь про військовий переворот у Болівії 1981 року, який був нагороджений Національною літературною премією Національного інституту художніх мистецтв Мексики (INBA).
Серед його поетичних книжок: Antología del asco (1979), Razones técnicas (1980), Sobras completas (1984), Sentímetros (1990) і Memoria de Caracoles (2000).
Його оповідання, вірші та есеї входили до близько 30 антологій і збірок сучасної болівійської літератури.

### Фільми
Гумусіо Дагрон вивчав кіно у Франції та працював асистентом режисера Алана Лабрусса та Хорхе Санхінеса, а також сценаристом Антоніо Егіно. Перший фільм Дагрона як режисера Señores Generales, Señores Coroneles (1976) — це документальна стрічка, яка описує роль болівійської армії та ЦРУ у військовому перевороті 1971 року, який перервав демократичний процес у Болівії. 
Наприкінці 1970-х — на початку 1980-х років Дагрон знімав короткометражки на соціальні та культурні теми, зокрема Tupaj Katari, 15 de novembre (1978), El Ejército en Villa Anta (1979), Comunidades de Trabajo (1979), Cooperativa Sandino (Нікарагуа, 1980), Domitila: la hojer y la organización (1980), Primo Castrillo, poeta (1984). 
У 1983 році разом з Едуардо Барріосом він зняв документальний фільм для ЮНЕСКО про шахтарські радіостанції The voice of the mines. Документальний фільм Дагрона Bolivia: Union Rights (1988), частина серії People Matter («Люди мають значення»), створеної AVISE, транслювалося голландським телебаченням. Voices from the Magdalena: Communication for Peace (Колумбія, 2006) — репортаж про громадські радіостанції, які працюють у охопленому війною регіоні Колумбії .
У 1980-х-1990-х Дагрон був активним кінокритиком, публікуючи свої колонки в журналах Латинської Америки, Європи, Північної Америки та Африки.

### Фотографія
Протягом багатьох років фотоматеріали Гумусіо Дагрона демонструвалися на персональних і колективних виставках болівійських пейзажів і людей. Після чотирьох років роботи в Нігерії він представив свій фото-серіал про дітей цієї країни. На Гаїті він фотографував людей і пейзажі. Деякі з його фотографій були розповсюджені агентствами Gamma, DPA, також із його статтями про культуру Латинської Америки.
Фотографії митця часто ілюструють книги, зокрема у Realizando el Futuro, опублікованою Андійською корпорацією з розвитку (Corporación Andina de Fomento, CAF); Ciudad de La Paz, Luz, Magia y Tradición, опублікованою муніципалітетом Ла-Паса; Imágenes del Trabajo; використовують для обкладинок книг, календарів, ЗМІ у Латинській Америці. Його світлини нагороджені на 4-му Міжнародному конкурсі мистецтв, організованому Міжнародною організацією праці (МОП) у 1986 році.

### Журналістика
Альфонсо Гумусіо Дагрон опублікував понад тисячу статей і коротких нарисів у близько 100 ЗМІ Латинської Америки, Європи, Північної Америки, Азії та Африки.
Він був редактором, членом правління, головним редактором, культурним редактором або кореспондентом Vinculo, Revista Nacional de Cultura, El Nacional, Facetas, El Mundo, Zeta, Aquí та Vanguardia в Болівії, а також Excelsior (Мексика), Desquicio (Франція), Brecha (Уругвай) і The Journal of Development Communication (Малайзія).